# Lista de cidades de Rhode Island

Estado de Rhode Island destacado em vermelho no mapa dos Estados Unidos.

Existem 39 localidades incorporadas em Rhode Island, das quais 8 são cidades e 31 são vilas. Note que as vilas podem adotar a mesma forma de governo de uma cidade sem que para isso precise ser re-incorporada como tal.
O primeiro município a ser incorporado foi Portsmouth em 1640, enquanto o mais recente foi East Providence em 1958. O maior município em população é Providence, com 178 042 habitantes e o maior em área de terra é Coventry, com 153 km². O menor município em população é New Shoreham com 1 051 pessoas, enquanto o menor em área terrestre é Central Falls com 3 km², o que a torna também a localidade mais densamente povoada, com 6 234,3 hab/km². Foster é a menos densamente povoada, com 35 hab/km² e possui quase 92% de sua área total coberta por água.
As localidades com o maior crescimento populacional de Rhode Island são West Greenwich (20,6%) e North Smithfield (12,7%). Newport possui a maior redução populacional do estado, 8%.
Abaixo está uma lista de cidades e vilas do estado de Rhode Island.

## Cidades e vilas

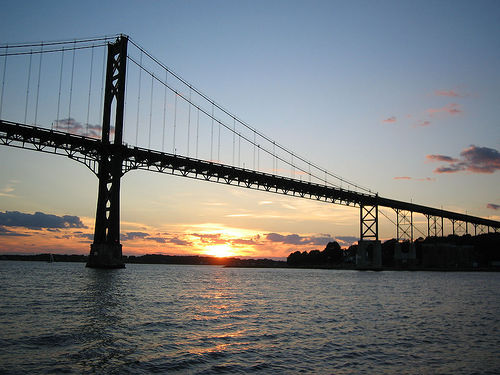
Mount Hope Bridge em Bristol.

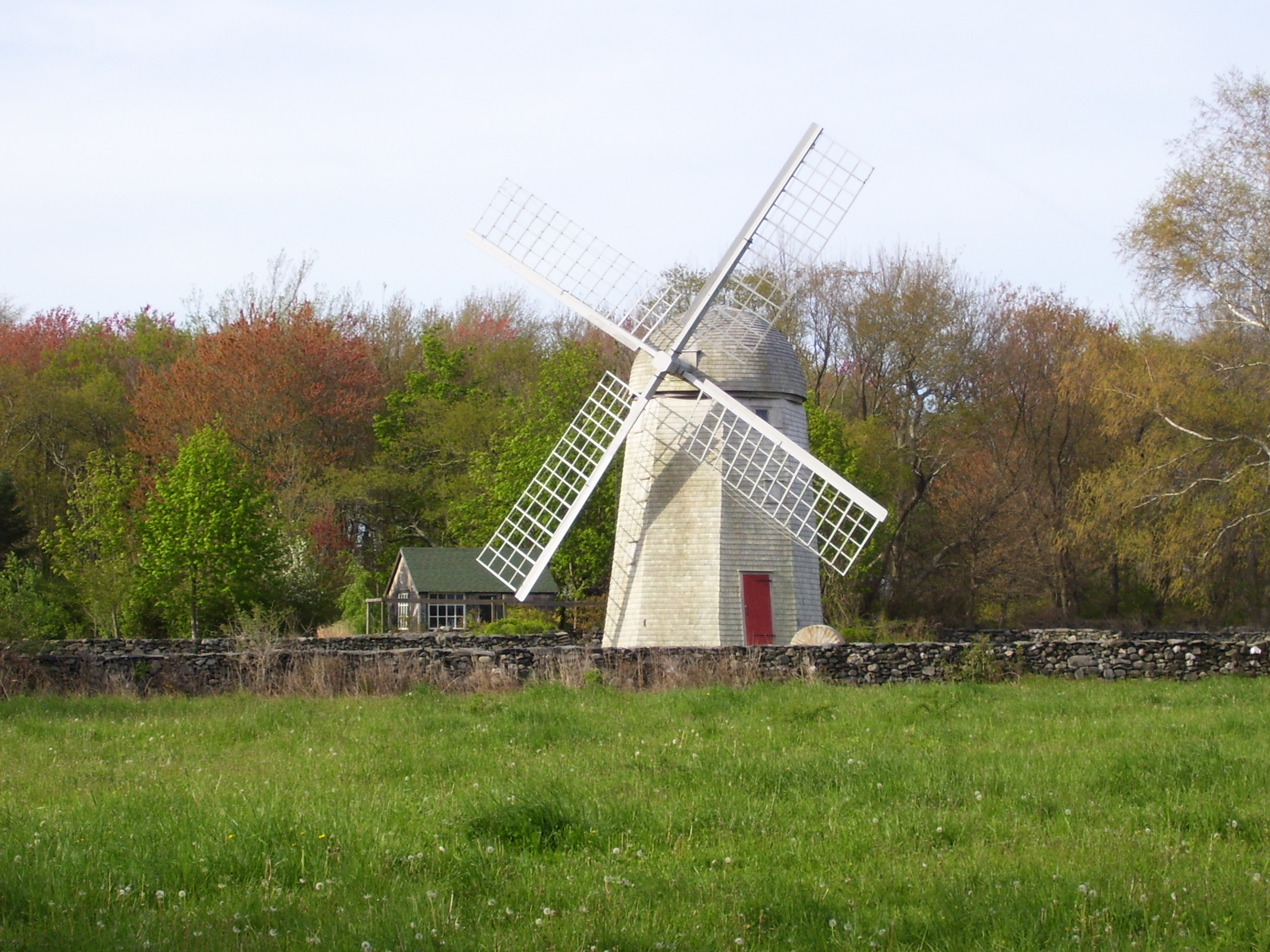
Jamestown Windmill construído em 1787 em Jamestown.

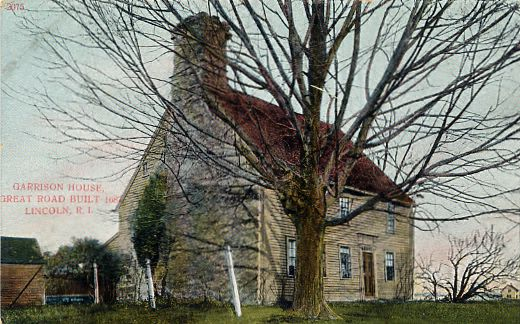
Arnold House, 1691, Lincoln.

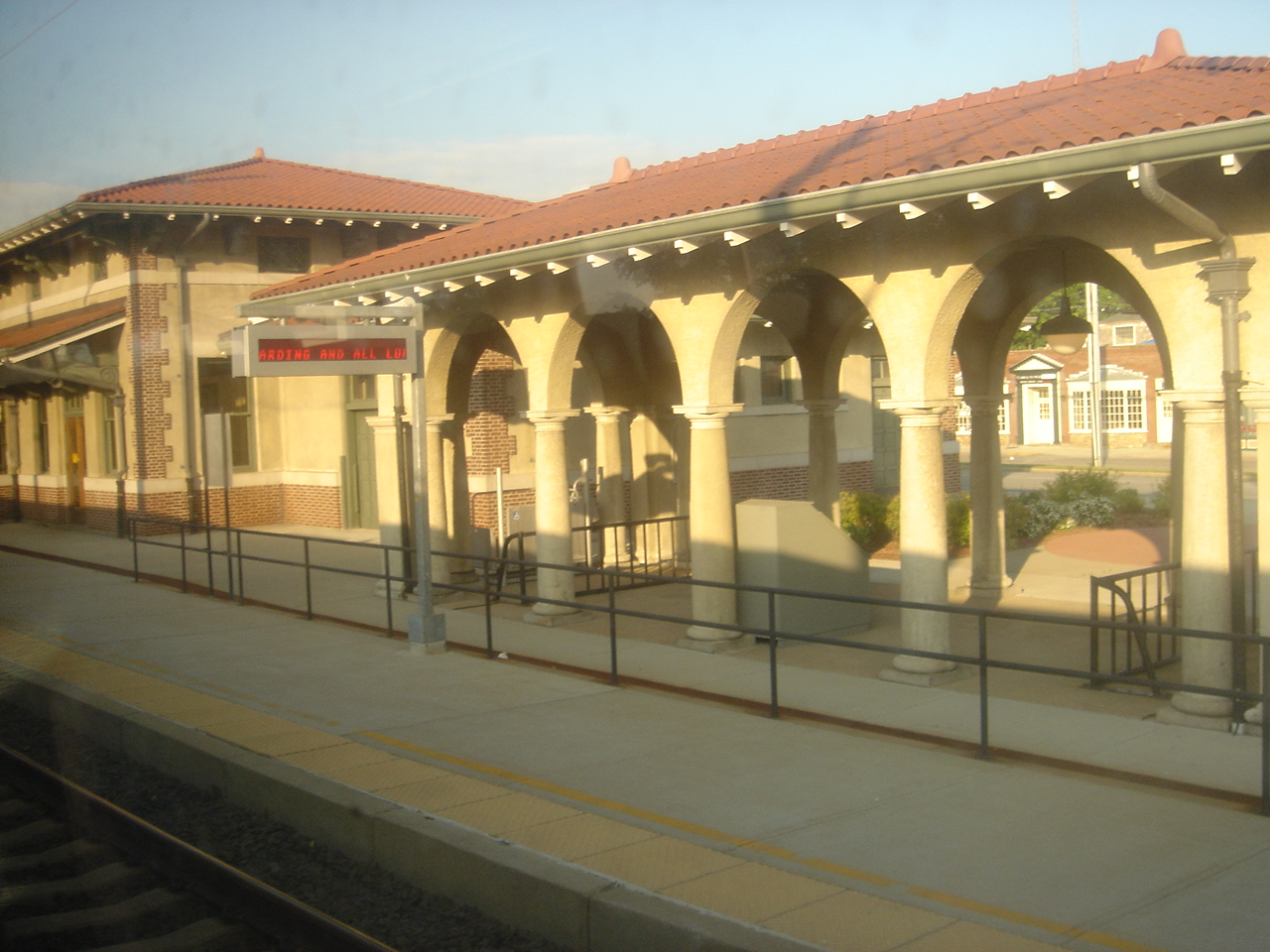
Estação da Amtrak em Westerly.

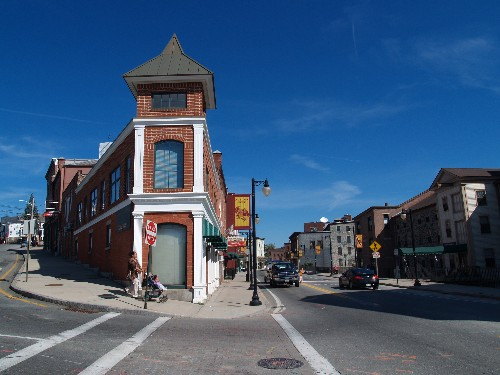
Centro de Woonsocket.

| Nome             | Tipo   | Condado    | População (2010) | Área de terra (km², 2010) | Densidade pop. (hab/km², 2010) | Ano de incorporação |
| ---------------- | ------ | ---------- | ---------------- | ------------------------- | ------------------------------ | ------------------- |
| Barrington       | Vila   | Bristol    | 16 310           | 21,29                     | 766,10                         | 1770                |
| Bristol          | Vila   | Bristol    | 22 954           | 25,43                     | 902,50                         | 1746                |
| Burrillville     | Vila   | Providence | 15 955           | 142,53                    | 111,94                         | 1806                |
| Central Falls    | Cidade | Providence | 19 376           | 3,11                      | 6 234,26                       | 1895                |
| Charlestown      | Vila   | Washington | 7 827            | 94,41                     | 82,91                          | 1738                |
| Coventry         | Vila   | Kent       | 35 014           | 152,94                    | 228,94                         | 1743                |
| Cranston         | Cidade | Providence | 80 387           | 73,40                     | 1 095,19                       | 1910                |
| Cumberland       | Vila   | Providence | 33 506           | 68,51                     | 489,10                         | 1746                |
| East Greenwich   | Vila   | Kent       | 13 146           | 42,45                     | 309,68                         | 1677                |
| East Providence  | Cidade | Providence | 47 037           | 34,29                     | 1 371,68                       | 1958                |
| Exeter           | Vila   | Washington | 6 425            | 148,85                    | 43,17                          | 1641                |
| Foster           | Vila   | Providence | 4 606            | 131,57                    | 35,01                          | 1781                |
| Glocester        | Vila   | Providence | 9 746            | 140,33                    | 69,45                          | 1730                |
| Hopkinton        | Vila   | Washington | 8 188            | 111,24                    | 73,61                          | 1757                |
| Jamestown        | Vila   | Newport    | 5 405            | 24,48                     | 220,83                         | 1678                |
| Johnston         | Vila   | Providence | 28 769           | 60,68                     | 474,08                         | 1759                |
| Lincoln          | Vila   | Providence | 21 105           | 46,93                     | 449,71                         | 1871                |
| Little Compton   | Vila   | Newport    | 3 492            | 53,15                     | 65,71                          | 1746                |
| Middletown       | Vila   | Newport    | 16 150           | 32,94                     | 490,22                         | 1743                |
| Narragansett     | Vila   | Washington | 15 868           | 35,97                     | 441,08                         | 1901                |
| New Shoreham     | Vila   | Washington | 1 051            | 23,52                     | 44,69                          | 1672                |
| Newport          | Cidade | Newport    | 24 672           | 19,87                     | 1 241,97                       | 1784                |
| North Kingstown  | Vila   | Washington | 26 486           | 111,73                    | 237,05                         | 1674                |
| North Providence | Vila   | Providence | 32 078           | 14,56                     | 2 203,16                       | 1765                |
| North Smithfield | Vila   | Providence | 5 068            | 61,64                     | 194,14                         | 1871                |
| Pawtucket        | Cidade | Providence | 71 148           | 22,48                     | 3 164,79                       | 1954                |
| Portsmouth       | Vila   | Newport    | 17 389           | 59,52                     | 292,16                         | 1640                |
| Providence       | Cidade | Providence | 178 042          | 47,66                     | 3 736,00                       | 1832                |
| Richmond         | Vila   | Washington | 7 708            | 104,35                    | 73,87                          | 1747                |
| Scituate         | Vila   | Providence | 10 329           | 124,73                    | 82,81                          | 1730                |
| Smithfield       | Vila   | Providence | 21 430           | 68,14                     | 314,49                         | 1730                |
| South Kingstown  | Vila   | Washington | 30 639           | 146,20                    | 209,56                         | 1723                |
| Tiverton         | Vila   | Newport    | 15 780           | 75,24                     | 209,73                         | 1746                |
| Warren           | Vila   | Bristol    | 10 611           | 15,85                     | 669,43                         | 1747                |
| Warwick          | Cidade | Kent       | 82 672           | 90,75                     | 910,95                         | 1931                |
| West Greenwich   | Vila   | Kent       | 6 135            | 130,17                    | 47,13                          | 1741                |
| West Warwick     | Vila   | Kent       | 29 191           | 20,18                     | 1 446,82                       | 1913                |
| Westerly         | Vila   | Washington | 22 787           | 76,46                     | 298,04                         | 1669                |
| Woonsocket       | Cidade | Providence | 41 186           | 20,05                     | 2 054,52                       | 1888                |